# Роча (місто)
Роча (ісп. Rocha) — місто на південному сході Уругваю, адміністративний центр департаменту Роча.

## Історія
Заснований в 1793. Отримав статус малого міста (Villa) ще до того, як країна отримала незалежність. 7 липня 1880 стає адміністративним центром департаменту Роча, а 10 січня 1894 отримує статус міста (Ciudad).

## Географія
Розташоване місто за 70 км на північний схід від міста Сан-Карлос, приблизно за 210 км від Монтевідео. Уздовж західної околиці міста протікає річка Роча. Абсолютна вишина – 27 метрів над рівнем моря.
Клімат – м’який океанічний, з теплим літом та прохолодною зимою. Середньорічна температура: 16°С; середня температура січня: 21,7°С; липня: 10,9°С. Середньорічний рівень опадів: 1123 мм.

## Населення
Згідно даних на 2011 населення складає 25 422 чоловік .
| Рік  | Населення |
| ---- | --------- |
| 1908 | 12 200    |
| 1963 | 19 484    |
| 1975 | 21 502    |
| 1985 | 24 013    |
| 1996 | 26 017    |
| 2004 | 25 538    |
| 2011 | 25 422    |

Джерело: Instituto Nacional de Estadística de Uruguay

## Відомі уродженці
- Альберто Демічелі — уругвайський державний діяч.
- Алехандро Лоренцо і Лосада — уругвайський дипломат.